# Żółwin (powiat międzyrzecki)
Żółwin (niem. Solben) – wieś w Polsce, położona w województwie lubuskim, w powiecie międzyrzeckim, w gminie Międzyrzecz.
| SIMC    | Nazwa        | Rodzaj  |
| ------- | ------------ | ------- |
| 0184158 | Jeleniegłowy | osada   |
| 0184141 | Lubosinek    | osada   |
| 0184342 | Żółwin       | kolonia |

W latach 1975–1998 wieś należała administracyjnie do województwa gorzowskiego.
Wieś królewska należąca do starostwa międzyrzeckiego, pod koniec XVI wieku leżała w powiecie poznańskim województwa poznańskiego.